# Lesotho na Mistrzostwach Świata w Lekkoatletyce 2009
Lesotho na Mistrzostwach Świata w Lekkoatletyce 2009 – reprezentacja Lesotho podczas czempionatu w Berlinie liczyła 2 zawodników. Nie zdobyła żadnego  miejsca punktowanego.

## Występy reprezentantów Lesotho

### Mężczyźni
| Konkurencja | Zawodnik       | Finał | Finał |
| Konkurencja | Zawodnik       | Wynik | Poz.  |
| ----------- | -------------- | ----- | ----- |
| Maraton     | Sechaba Bohosi | NU    |       |

| Konkurencja   | Zawodniczka      | Eliminacje | Eliminacje | Półfinał       | Półfinał       | Finał          | Finał          |
| Konkurencja   | Zawodniczka      | Wynik      | Poz.       | Wynik          | Poz.           | Wynik          | Poz.           |
| ------------- | ---------------- | ---------- | ---------- | -------------- | -------------- | -------------- | -------------- |
| Bieg na 200 m | Selloane Tsoaeli | 28,34      | 43.        | Nie awansowała | Nie awansowała | Nie awansowała | Nie awansowała |